# Frankfurter Ring (metropolitana di Monaco di Baviera)
Frankfurter Ring è una stazione della metropolitana di Monaco di Baviera, inaugurata il 20 novembre 1993.
È servita dalla linea U2, ed ha due binari.